# Јулија
Јулија је женско име које се користи у многим језицима. Парњак је мушког имена латинског порекла Јулијанус (лат:Julianus), а има значење млада, пуна живота. Име је посвећено митолошком богу светла Јупитеру.

## Имендани
- 8. април.
- 22. мај.
- 21. јул.

## Варијације имена
- (мађ:Júlia)
- Јулијана
- Јулка
- Јулкица
- Јула
- Јулила (Julilla)
- Јулита (Julitta)
- Уљана (Uljána), имендан: 22. мај.
- Жилијет (Zsüliett), имендани: 8. април, 22. мај, 21. јул, 30. јул.
-, имендан: 8. април.

## Познате личности
- Џули Ендруз (Julie Andrews), америчка глумица
- Џули Кристи (Julie Christie), британска глумица
- Жилијет Бинош (Juliette Binoche), француска глумица
- Жилијет Греко (Juliette Gréco) Француска певачица и глумица
- Џулија Робертс (Julia Roberts) америчка глумица